# Vergilius Augusteus
Августовский Вергилий (лат. Vergilius Augusteus, инвентарные обозначения: Cod. Lat. 3256 ; Lat. fol. 416) — позднеантичная пергаментная рукопись, содержащая обрывки произведений Вергилия. Сохранилось всего 7 листов, лишённых всяких украшений; 4 из них находятся в собрании Ватиканской апостольской библиотеки, 3 — в Берлинской государственной библиотеке.

## Особенности рукописи
Название рукописи объясняется тем, что её первые исследователи датировали её правлением первого римского императора. Современная датировка — примерно IV век. 4 листа, находящиеся в Ватикане, первоначально находились во владении гуманиста Клода Дюпюи, который передал их Фульвио Орсини, а библиотека последнего после его кончины в 1601 году перешла Святому Престолу.
Сохранился текст 284 стихов «Георгик» и «Энеиды» из примерно 13 000, из которых состояли оба произведения Вергилия. Рукопись примечательна тем, что выполнена квадратным письмом, которое, как традиционно считалось, использовалось только для эпиграфических надписей. Текст содержит 14 простых буквиц, которые обозначают начало новой страницы.